# Jimmy Cobb
Jimmy Cobb (Washington, 20 gennaio 1929 – New York, 24 maggio 2020) è stato un batterista jazz statunitense.
Vantava collaborazioni con Dizzy Gillespie, John Coltrane, Stan Getz e Miles Davis.
Il suo nome è legato soprattutto alla sua militanza nel gruppo di Miles Davis con il quale ha partecipato ad alcune storiche registrazioni: Kind of Blue, Sketches of Spain, Someday My Prince Will Come, Live at Carnegie Hall, Live at the Blackhawk, Porgy and Bess e Sorcerer.
Jimmy Cobb è stato attivo a New York con il suo gruppo Jimmy Cobb's Mob.
Ha insegnato nel 2006 e 2007 ai seminari del Tuscia in Jazz Festival. Nel 2008 ha insegnato al seminario We Love Jazz tenutosi presso Castagnole Piemonte, Torino.

## Discografia

### Come band-leader
- So Nobody Else Can Hear (Contempo Vibrato, 1983)
- Encounter (Philology, 1994)
- Only for the Pure of Heart (Fable/Lightyear, 1998)
- Four Generations of Miles: A Live Tribute to Miles (Chesky, 2002)
- Cobb's Groove (Milestone, 2003)
- Yesterdays (RteesanCobb Music, 2003)
- Tribute to Wynton Kelly & Paul Chambers (Sound Hills, 2004)
- Cobb Is Back in Italy! (Azzurra, 2005)
- Marsalis Music Honors Series: Jimmy Cobb (Marsalis/Rounder, 2006))
- Taking a Chance on Love (Azzurra, 2006)
- New York Time (Chesky, 2006)
- Cobb's Corner (Chesky, 2007)
- Jazz in the Key of Blue (Chesky, 2009)
- Live at Smalls (Smallslive, 2010)
- Remembering Miles `Tribute to Miles Davis` (Sony Music, 2011)
- The Original Mob (Smoke Sessions, 2014)
- You'll See (SteepleChase, 2016)[1]

### Come ospite
con Pepper Adams-Donald Byrd Quintet
- Out of this World (Warwick, 1961)

con Cannonball Adderley
- Sophisticated Swing (EmArcy, 1956)
- Cannonball Enroute (EmArcy, 1957)
- Cannonball's Sharpshooters (EmArcy, 1958)
- Jump for Joy (EmArcy, 1958)
- Cannonball Adderley Quintet in Chicago (Mercury, 1959)
- Cannonball Takes Charge (Riverside, 1959)

con Nat Adderley
- That's Right! (Riverside, 1960)
- On the Move (Theresa, 1983)
- Blue Autumn (Theresa, 1983)
- We Remember Cannon (In + Out, 1989)
- Autumn Leaves (Sweet Basil, 1990)
- Work Song: Live at Sweet Basil (Sweet Basil, 1990 [1993])
- Talkin' About You (Landmark, 1990 [1991])

con Toshiko Akiyoshi
- Toshiko Mariano and her Big Band (Vee-Jay, 1964)

con Lorez Alexandria
- Alexandria the Great (Impulse!, 1964)
- More of the Great Lorez Alexandria (Impulse!, 1964)

con Geri Allen
- Timeless Portraits and Dreams (Telarc, 2006)

con Dorothy Ashby
- Soft Winds (Jazzland, 1961)

con Kenny Barron and John Hicks
- Rhythm-a-Ning (Candid, 1989)

con Walter Benton
- Out of This World (Jazzland, 1960)

con Walter Bishop, Jr.
- The Walter Bishop Jr. Trio / 1965 (Prestige, 1963 [1965])

con Nick Brignola
- Burn Brigade (Bee Hive, 1979)

con Paul Chambers
- Go (Vee-Jay, 1959)

con Al Cohn
- Son of Drum Suite (RCA Victor, 1960)

con John Coltrane
- Standard Coltrane (Prestige, 1958)
- Stardust (Prestige, 1958)
- Kenny Burrell and John Coltrane (Prestige, 1958)
- Bahia (Prestige, 1958)
- Giant Steps (on "Naima" only, Atlantic, 1959)
- Coltrane Jazz (Atlantic, 1959)

con Miles Davis
- Porgy and Bess (Columbia, 1958)
- 1958 Miles (Columbia, 1958)
- Jazz at the Plaza (Columbia, 1958)
- Kind of Blue (Columbia, 1959)
- Sketches of Spain (Columbia, 1960)
- Someday My Prince Will Come (Columbia, 1961)
- In Person Friday and Saturday Nights at the Blackhawk, Complete (Columbia, 1961)
- Miles & Monk at Newport (Columbia, 1963)
- Miles Davis at Newport 1955-1975: The Bootleg Series Vol. 4 (Columbia Legacy, 2015)

con Joey DeFrancesco
- Wonderful! Wonderful! (HighNote, 2012)

con Kenny Dorham
- Blue Spring (Riverside, 1959)

con Kenny Drew
- Lite Flite (SteepleChase, 1977)

con Ricky Ford
- Flying Colors (Muse, 1980)
- Tenor for the Times (Muse, 1981)
- Interpretations (Muse, 1982)
- Future's Gold (Muse, 1983)
- Shorter Ideas (Muse, 1984)
- Saxotic Stomp (Muse, 1987)

con Curtis Fuller
- Soul Trombone (Impulse!, 1961)

con Benny Golson
- Pop + Jazz = Swing (Audio Fidelity, 1961) – also released as Just Jazz!
- Turning Point (Mercury, 1962)

con Paul Gonsalves
- Gettin' Together (Jazzland, 1960)

con Bunky Green
- My Babe (Vee-Jay, 1960 [1965])

con Bill Hardman
- Saying Something (Savoy 1961)

con Joe Henderson
- Four (Verve, 1968)
- Straight, No Chaser (Verve, 1968)

con John Hendricks
- Freddie Freeloader (Denon, 1990)

con John Hicks and Elise Wood
- Luminous (Nilva, 1985)

con Wynton Kelly
- Kelly Blue (Riverside, 1959)
- Wynton Kelly! (Vee-Jay, 1961)
- Someday My Prince Will Come (Vee-Jay, 1961)
- Comin' in the Back Door (Verve, 1963)
- It's All Right! (Verve, 1964)
- Undiluted (Verve, 1965)
- Blues on Purpose (Xanadu, 1965)
- Full View (Riverside, 1967)
- Last Trio Session (Delmark, 1968)

con Hubert Laws
- The Laws of Jazz (Atlantic, 1964)

con Johnny Lytle
- New and Groovy (Tuba, 1966)

con Harold Mabern
- To Love and Be Loved (Smoke Sessions, 2017)

con Pat Martino
- Desperado (Prestige, 1970)

con Ronnie Mathews
- Legacy (Bee Hive, 1979)

con Billy Mitchell
- De Lawd's Blues (Xanadu, 1980)

con Wes Montgomery
- Full House (Riverside, 1962)
- Boss Guitar (Riverside, 1963)
- Guitar on the Go (Riverside, 1963)
- The Alternative Wes Montgomery (Riverside, 1963)
- Smokin' at the Half Note (Verve, 1965)
- Smokin' Guitar (Verve, 1965)
- Willow Weep for Me (Verve, 1969)

con Frank Morgan
- Quiet Fire (Contemporary, 1987 [1991] con Bud Shank

con David "Fathead" Newman
- Still Hard Times (Muse, 1982)
- Song for the New Man (HighNote, 2004)

con Art Pepper
- Gettin' Together (Contemporary, 1960)

con Jimmy Raney
- Here's That Raney Day (Ahead, 1980)

con Sonny Red
- Out of the Blue (Blue Note, 1960)
- The Mode (Jazzland (1961)
- Images (Jazzland, 1961)

con Shirley Scott
- For Members Only (Impulse!, 1963)
- On a Clear Day (Impulse!, 1966)

con Wayne Shorter
- Introducing Wayne Shorter (Vee-Jay, 1959)

con Don Sleet
- All Members (Jazzland, 1961)

con Sonny Stitt
- In Style (Muse, 1982)

con Teri Thornton
- Devil May Care (Riverside, 1961)

con Bobby Timmons
- This Here is Bobby Timmons (Riveside, 1960)
- Easy Does It (Riverside, 1961)
- From the Bottom (Riverside, 1964)
- The Soul Man! (Prestige, 1966)
- Got to Get It! (Milestone, 1967)

con Norris Turney
- Big, Sweet 'n Blue con Larry Willis and Walter Booker (Mapleshade, 1993)

con Phil Upchurch
- Feeling Blue (Milestone, 1967)

con Sarah Vaughan
- Live in Japan (Mainstream, 1975)
- Ronnie Scott's Presents Sarah Vaughan Live (Pye, 1977)

con Cedar Walton
- Midnight Waltz (Venus, 2005)

con Dinah Washington
- For Those in Love (EmArcy, 1955)

con C. I. Williams
- When Alto Was King (Mapleshade, 1997)